# Greendale, Wisconsin
Greendale là một làng thuộc quận Milwaukee, tiểu bang Wisconsin, Hoa Kỳ. Năm 2006, dân số của làng này là 14405 người.